# Hemistegina
Hemistegina es un género de foraminífero bentónico de estatus incierto, aunque considerado un sinónimo posterior de Amphistegina de la familia Amphisteginidae, de la superfamilia Asterigerinoidea, del suborden Rotaliina y del orden Rotaliida. Su especie tipo era Hemistegina rotula. Su rango cronoestratigráfico abarcaba el Priaboniense (Eoceno superior).

## Clasificación
Hemistegina incluía a la siguiente especie:
- Hemistegina rotula †